# Jacques Guillot
Jacques Guillot, né le 15 mai 1945, est un pilote de courses de côte et sur circuit automobile français.

## Biographie
Il commença sa carrière en compétition automobile en 1968 sur NSU 1000 TTS-Gr. 2 (touring), et termina celle-ci en 1988 sur Sauber C8 (endurance), toujours sur circuits.

## Palmarès

### Titre
- Champion d'Europe de la montagne français, en Catégorie Touring Car en 1982 sur Porsche 930T (préparée par les Frères Alméras, pour le Gr. B nouvellement créé) (2e son compatriote Giovanni Rossi sur Ford Escort RS 1800 Gr.1).

### Participations aux 24 Heures du Mans
| Année | Équipe                | Voiture                     | Équipier              | Équipier           | Classement                             |
| ----- | --------------------- | --------------------------- | --------------------- | ------------------ | -------------------------------------- |
| 1983  | Équipe Alméras Frères | Porsche 930 F6 Turbo (Gr.B) | Jacques Alméras       | Jean-Marie Alméras | 15e                                    |
| 1987  | Écurie Noël del Bello | Sauber C9-Mercedes V8 (C1)  | Pierre-Alain Lombardi | Gilles Lempereur   | Abandon (transmission: couple conique) |

(nb: en 1983, l'équipage est composé de trois anciens vainqueurs du championnat d'Europe de la montagne. La même année la voiture dispute également d'autres courses du championnat du monde d'endurance, terminant 13e des 1 000 kilomètres de Monza, avec J. Alméras, J. Guillot et Roland Biancone cette fois, lui aussi champion d'Europe de courses de côte.)